# Football Manager 2015
Football Manager 2015 (communément appelé FM 2015) est un jeu vidéo de gestion sportive de football édité par Sega et développé par Sports Interactive sorti le 7 novembre 2014 sur Windows, Mac OS X et Linux et le 20 novembre 2014 sur iOS et Android. Il fait partie de la série Football Manager.